# Malagazzia curviductum
Malagazzia curviductum är en nässeldjursart som först beskrevs av Xu och Zhang 1978.  Malagazzia curviductum ingår i släktet Malagazzia och familjen Malagazziidae. Inga underarter finns listade i Catalogue of Life.